# Qiaojia (köpinghuvudort i Kina, Guizhou Sheng, lat 28,30, long 108,45)
Qiaojia (kinesiska: 谯家, 谯家铺, 谯家镇) är en köpinghuvudort i Kina. Den ligger i provinsen Guizhou, i den sydvästra delen av landet, omkring 260 kilometer nordost om provinshuvudstaden Guiyang. Antalet invånare är 37 601. Befolkningen består av 18 523 kvinnor och 19 078 män. Barn under 15 år utgör 36 %, vuxna 15-64 år 55 %, och äldre över 65 år 7,0 %.